# Wiesen nördlich von Vogelbach
Das Naturschutzgebiet Wiesen nördlich von Vogelbach liegt auf dem Gebiet des Landkreises Kaiserslautern in Rheinland-Pfalz. Das 28,86 ha große Gebiet, das mit Verordnung vom 13. April 1987 unter Naturschutz gestellt wurde, erstreckt sich nördlich von Vogelbach, einem Ortsteil der Ortsgemeinde Bruchmühlbach-Miesau, direkt an der am nördlichen Rand vorbeiführenden A 6 und direkt an der am östlichen Rand vorbeiführenden Landesstraße L 358. Der Glan durchfließt das Gebiet in West-Ost-Richtung.

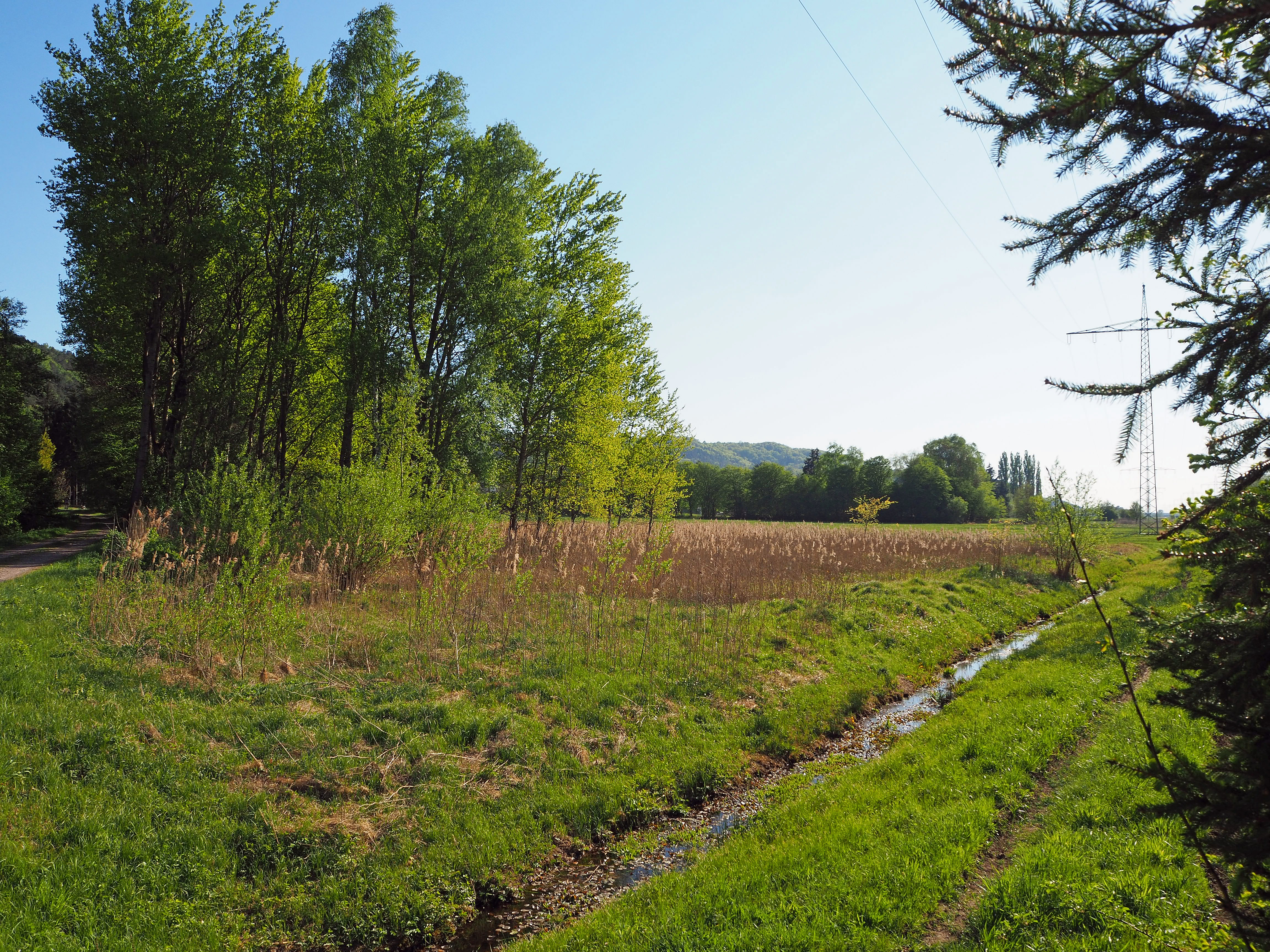
Blick nach Südwesten
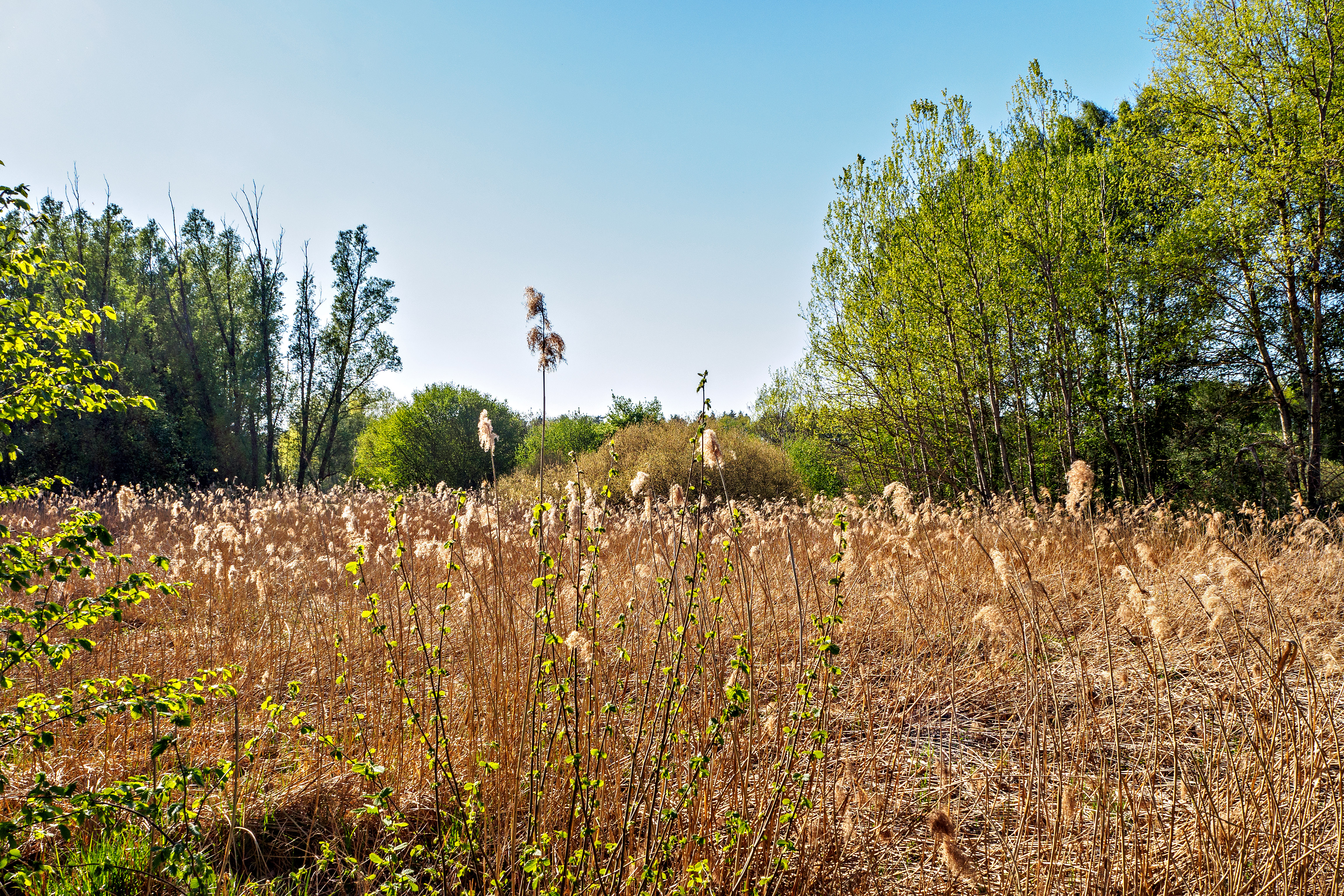
Blick nach Nordwesten
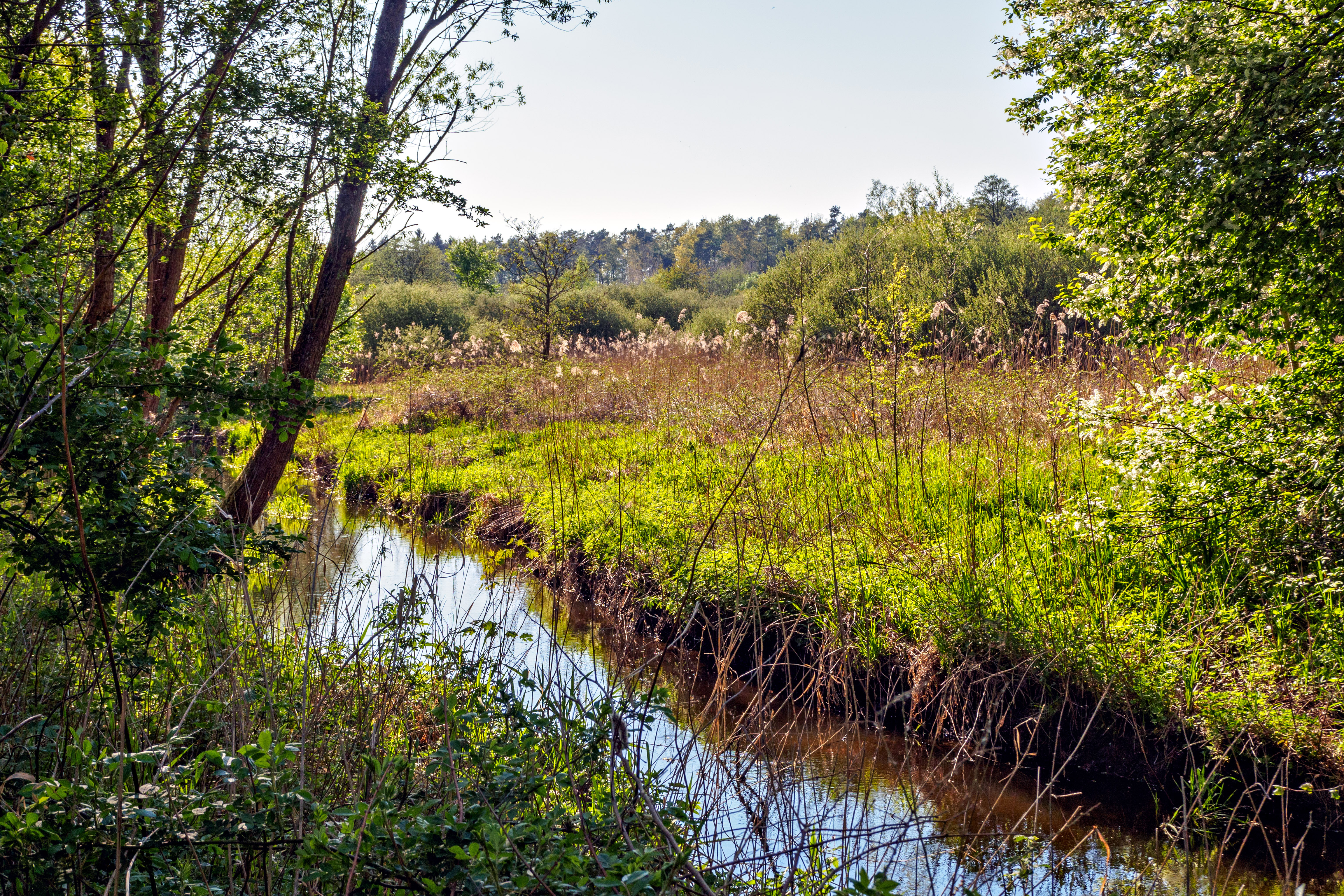
Der Glan in den Wiesen nördlich von Vogelbach